# Kessen
Das Videospiel Kessen (japanisch 決戦 ‚Entscheidungsschlacht‘) wurde im Oktober 2000 als einer der Starttitel für die PlayStation 2 veröffentlicht.
Es ist das erste DVD-ROM-Spiel, das für die PlayStation 2 erschienen ist. Allein in Japan konnte der Entwickler Koei in den ersten drei Monaten nach der Veröffentlichung mehr als 370.000 Einheiten absetzen. Kessen gehörte bei den SCE PlayStation Awards 2000 zu den vier meistverkauften PlayStation-2-Spielen in Japan.
Koei veröffentlichte in der Reihe bislang zwei weitere Spiele: Kessen II (2001) und Kessen III (2005).

## Spielbeschreibung
Das Echtzeitstrategiespiel ist in der Endzeit der Sengoku-Zeit angesiedelt.
Es behandelt den letzten Konflikt zwischen dem östlichen Tokugawa-Clan und dem westlichen Ishida-Clan, der mit der Schlacht von Sekigahara endete.
Der Spieler kann dabei in die Rolle von Tokugawa Ieyasu oder Ishida Mitsunari schlüpfen.
Auf Seiten des östlichen Clans hält sich das Spiel relativ akkurat an die Geschichte, während die Missionen für die westliche Fraktion Was-wäre-wenn?-Szenarien entsprechen.
Das Spiel besticht mehr durch seine grafische Brillanz als durch seine taktische Tiefe. Es gibt verschiedene Waffengattungen, die verschiedene Stärken und Schwächen haben.
Ein wichtiger Punkt sind die Kommandeure der Armeen, denn ihr Verhalten auf dem Schlachtfeld wirkt sich direkt auf die Leistung der Armee aus.